# Courbouzon (Loir-et-Cher)
Courbouzon település Franciaországban, Loir-et-Cher megyében. Lakosainak száma 424 fő (2022. január 1.). Courbouzon Avaray, Mer, Muides-sur-Loire, Saint-Laurent-Nouan és Suèvres községekkel határos.

## Népesség
A település népességének változása:
| Lakosok száma | 354  | 307  | 316  | 454  | 424  | 429  | 435  | 435  | 431  | 424  |
|               | 1968 | 1982 | 1990 | 2006 | 2013 | 2015 | 2017 | 2019 | 2020 | 2022 |